# Кисничан, Александр Андреевич
Алекса́ндр Андре́евич Кисничан (род. 20 августа 1985, с. Сенатовка, Каменский район, Молдавская ССР, СССР) — государственный деятель Приднестровской Молдавской Республики. Полномочный представитель Президента Приднестровской Молдавской Республики в Верховном совете Приднестровской Молдавской Республики с 21 марта 2013 по 14 апреля 2014. Министр юстиции Приднестровской Молдавской Республики с 24 июля 2013 по 18 марта 2015. Заместитель Председателя Правительства Приднестровской Молдавской Республики по вопросам правового регулирования и взаимодействия с органами государственной власти — руководитель Аппарата Правительства с 18 марта 2015 по 17 декабря 2016. Советник юстиции.

## Биография
Родился 20 августа 1985 в селе Сенатовка Каменского района Молдавской ССР (ныне село в составе Флорештского района Молдавии).

### Образование
С 1991 по 2002 учился в средней школе села Подойма. 
После школы поступил в Приднестровский государственный университет имени Т. Г. Шевченко, который закончил в 2007 по специальности «юриспруденция».

### Трудовая деятельность
Первым местом работы Кисничана стала Прокуратура города Тирасполь, где с 2002 он работал в качестве общественного помощника прокурора. 
С декабря 2004 по 2007 служил в Министерстве юстиции Приднестровской Молдавской Республики. 
В 2007 перешёл на службу Прокуратуру Приднестровской Молдавской Республики, где с 1 октября 2007 работал в должности Прокурора отдела по надзору за исполнением законов в сфере экономики и природопользования.
29 сентября 2010 назначен на должность исполняющего обязанности помощника Прокурора Приднестровской Молдавской Республики по связям с органами представительной и исполнительной власти.
С 23 января по 12 ноября 2012 — прокурор Григориопольского района и города Григориополь. 
С 12 ноября 2012 по 13 марта 2013 — заместитель министра юстиции Приднестровской Молдавской Республики.
С 13 марта по 24 июля 2013 — исполняющий обязанности первого заместителя министра юстиции Приднестровской Молдавской Республики.
С 21 марта 2013 по 14 апреля 2014 — полномочный представитель Президента Приднестровской Молдавской Республики в Верховном совете Приднестровской Молдавской Республики. 
С 24 июля 2013 по 18 марта 2015 — министр юстиции Приднестровской Молдавской Республики.
С 18 марта 2015 по 17 декабря 2016 — заместитель Председателя Правительства по вопросам правового регулирования и взаимодействия с органами государственной власти, с возложением функции полномочного представителя Правительства в Верховном совете. C июня 2015 по 17 декабря 2016 — возложена функция руководителя Аппарата Правительства.

## Награды
- Медаль «За отличие в труде» (14 июля 2014)[10]